# Alessandro Vittorio Papacino d'Antoni

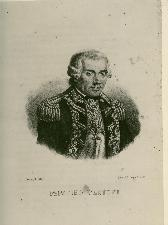
Retrato do cavaleiro de Antoni.

Alexandre Victor Papacino D'Antony (Villefranche-sur-Mer, 20 de maio de 1714 — Turim, 7 de dezembro de 1786), mais conhecido pelo seu nome italianizado de Alessandro Vittorio Papacino d'Antoni ou cavaleiro de Antoni, foi um militar italiano que se distinguiu nos campos da física, da matemática da engenharia militar.

## Biografia
Papacino era oriundo de uma família de origem franco-espanhola, com distintas tradições no campo militar. Os seus pais foram Antoine Victor Papacino, capitão em Villafranche, e Giovanna Angela d'Antony. O seu tio Giovanni Pietro Papacino serviu com distinção como capitão de artilharia do exército de Saboia sob Vittorio Amedeo II, e o seu irmão Giuseppe Antonio, também militar, atingiu o posto de tenente-coronel de artilharia, sendo-lhe entregue o comando do arsenal estacionado em Nice.
Alexandre seguiu a tradição da família e aos 18 anos alistou-se como voluntário num regimento de artilharia, prestando serviço com distinção nas praças de Casale, Pizzighettone e Tortona. Tendo desempenhado com honra o importante cargo de ajudante de estado-maior do seu regimento na famosa jornada de Pavia de 14 de março de 1734, foi nomeado subtenente, e depois tenente, a 12 de dezembro de 1741. Reacesa a guerra, o Reino da Sardenha aliou-se primeiro com o França e, em seguida, com a Áustria. Neste período Papacino distinguiu-se não apenas como bom artilheiro, mas também como engenheiro militar qualificado durante os confrontos em que participou.
Tendo-se distinguido de forma excepcional na batalha de Villafranca (1744), foi promovido ao posto de capitão. Em 1747, depois de se ter feito notar perante o soberano pelos seus conhecimentos, foi nomeado comissário, e nas suas novas funções foi enviado a Piacenza, Pavia e Milano para ajustar com os oficiais espanhóis e austríacos a devolução e repartição das armas e munições de guerra conforme disposto na Convenção de Nice de 1749.
Desde uma idade muito precoce Alexandre Papacino interessou-se pelo estudo da física e das ciências matemáticas. Esses estudos levaram-no a ligar-se intelectualmente com os dois cientistas que gozavam do maior crédito junto da corte de Turim: o abade Gerolamo Tagliazzucchi e o diretor da Escola Real de Artilharia, Ignazio Bertola. Quando o abade Jean Antoine Nollet, professor de física em França, foi chamado para Turim para ensinar no Convento de São Francisco de Paula, passou a poder seguir as palestras e experiências.
Quando foi escolhido em 1755 para o cargo de director da Escola de Artilharia, Alexandre Papacino tinha o posto de major de artilharia . A 12 de junho de 1759 foi feito cavaleiro da Ordem dos Santos Maurício e Lázaro, sendo então que adoptou o nome de família da sua mãe, d'Antony, passando a ser conhecido por cavaleiro de Antoni, designação pela qual é maioritariamente conhecido no mundo das ciências e da engenharia militar.
Como director da Escola de Artilharia, o cavaleiro de Antoni criou um curso de estudos no qual aliava as ciências matemáticas, a artilharia e a engenharia militar. O manual que escreveu para o curso foi traduzido para o francês por Cusset de Mont-Rosard e publicado em 1777 e a partir dessa edição traduzida para outras línguas europeias, incluindo a portuguesa. O prestígio da obra foi tal que foi adoptada como manual de ensino nas escolas de artilharia do Reino da Prússia, ao tempo a primeira potência militar da Europa, e na escola da República de Veneza.
Apesar de ser ter dedicado quase exclusivamente ao ensino, a carreira militar do cavaleiro de Antoni foi progredindo, avançando de posto. A 12 de setembro de 1774 foi promovido a brigadeiro e depois a 18 de novembro de 1780 a general de divisão. Em 1783 foi nomeado comandante do corpo real de artilharia e a 24 de dezembro de 1784 foi elevado ao posto de tenente-general.
Foi escolhido por Vittorio Amedeo III para preceptor do príncipe herdeiro com o objectivo de lhe ensinar a arte da guerra. O soberano, para lhe mostrar sua satisfação, condecorou-o a grã-cruz da Ordem dos Santos Maurício e Lázaro e concedeu-lhe, em 1 de Outubro de 1779, uma rica comenda nas terras de Avogadro de Massazza. Foi também nomeado o "grão-mestre" de artilharia do Reino da Sardenha".
Continuou interessado no desenvolvimento da artilharia da Saboia, estabelecendo novas fórmulas para o fabrico de pólvora.
Tendo em conta que nos corpos de artilharia escasseavam sargentos de artilharia suficientemente educados, criou uma escola no seu regimento para que todos os artilheiros soubessem ler e escrever, pagando aos professores com o seu próprio dinheiro.

## Obras publicadas

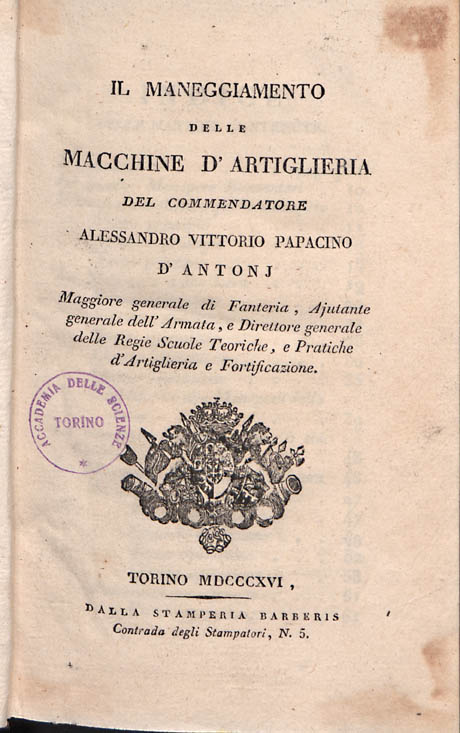
Il maneggiamento delle macchine d'artiglieria, 1816

- Istituzioni fisico-matematiche per le Regie Scuole d'Artiglieria e fortificazioni, II Volumi[2][3]
- Dell'artiglieria pratica per le Regie scuole, libro secondo
- Dell'artiglieria militare per le Regie Scuole teoriche d'artiglieria e fortificazioni
- Dell'uso delle armi da fuoco[4]
- Dell'architettura militare per le Regie Scuole teoriche di artiglieria e fortificazione, VI Volumi[5]
- Maneggiamento delle macchine d'artiglieria[6]
- Della geometria pratica[7]
- Esame della polvere
- Algebra elementare
- Geometria dei solidi e delle sezioni coniche
- Principi di matematica sublime
- La tattica elementare (edição póstuma)
- La Gran Tattica (edição póstuma)
- La storia dell'artiglieria dei Regi stati (edição póstuma)
- Conoscenze per fare la guerra in Lombardia (edição póstuma)